# محمد خدة
محمد خدة (1930-1991) رسام ونحات جزائري عصامي أحد مؤسسي فن الرسم الجزائري المعاصر، وأحد أعمدة ما يسمى بـ«مدرسة الإشارة».

## النشأة
ولد محمد خدة في 14 مارس 1930 بمستغانم كانت طفولته مليئة بمظاهر البؤس والفقر، لذلك بدأ العمل طفلاً بإحدى المطابع لتأمين قوته وقوت والديه المكفوفين ولم يتلقَّ أي تعليم أكاديمي يؤهله لممارسة الفن التشكيلي، كان «عصاميا» إقتحم الميدان بملكته وحسه الفني، أيضا قد احتفل قوقل بالذكرى الـ90 لميلادة في 14 مارس 2020.

## دخوله عالم الرسم
بعد عمله في المطبعة، جاء التفتق المبكر، وبدأ هوس الألوان والخطوط يلح عليه، فكانت بدايته مع الرسم الواقعي سنة 1947 حيث بدأ يرسم أولى لوحاته وهو في سن السابعة عشر ثم إضطر إلى الهجرة صوب فرنسا عام 1952، فكان يعمل بالنهار ويرسم بالليل، وفي باريس إلتقى محمد خدة شخصيات فنية وثقافية من جنسيات مختلفة، أسهمت في تشكيل رؤيته الفنية، وإثراء تجربته بعناصر جديدة، كما أتيح له أن يقيم معرضه الأول في قاعة «الحقائق» بباريس عام 1955.
بعد استقلال الجزائر سنة 1962 عاد محمد خدة إلى بلده لينظم سنة 1963 أول معرض بعنوان «السلام الضائع».
وقد ساهم خدة في الحركة الثقافية طيلة مشاوره الفني بداية بمشاركته سنة 1964 في تأسيس الاتحاد الوطني للفن التشكيلي، وبتقلده لعدة مسؤوليات في وزارة الثقافة والمجلس الأعلى للثقافة وكذا المدرسة العليا للفنون الجميلة. كما أسس برفقة فنانين آخرين مجموعة «أوشام» في سبعينيات القرن الماضي، وأقام عدة معارض جماعية وفردية آخرها كان في قاعة “السقيفة” سنة 1990 أي قبل سنة من وفاته.
وقد وصفه الكاتب الجزائري محمد ديب بـ”المنجم” الذي يفك طلاسم الرموز لإعادة إحياء رونق جوهر في لوحات خالدة يلتقي فيها الماضي بالحاضر والمستقبل”.

## أعماله

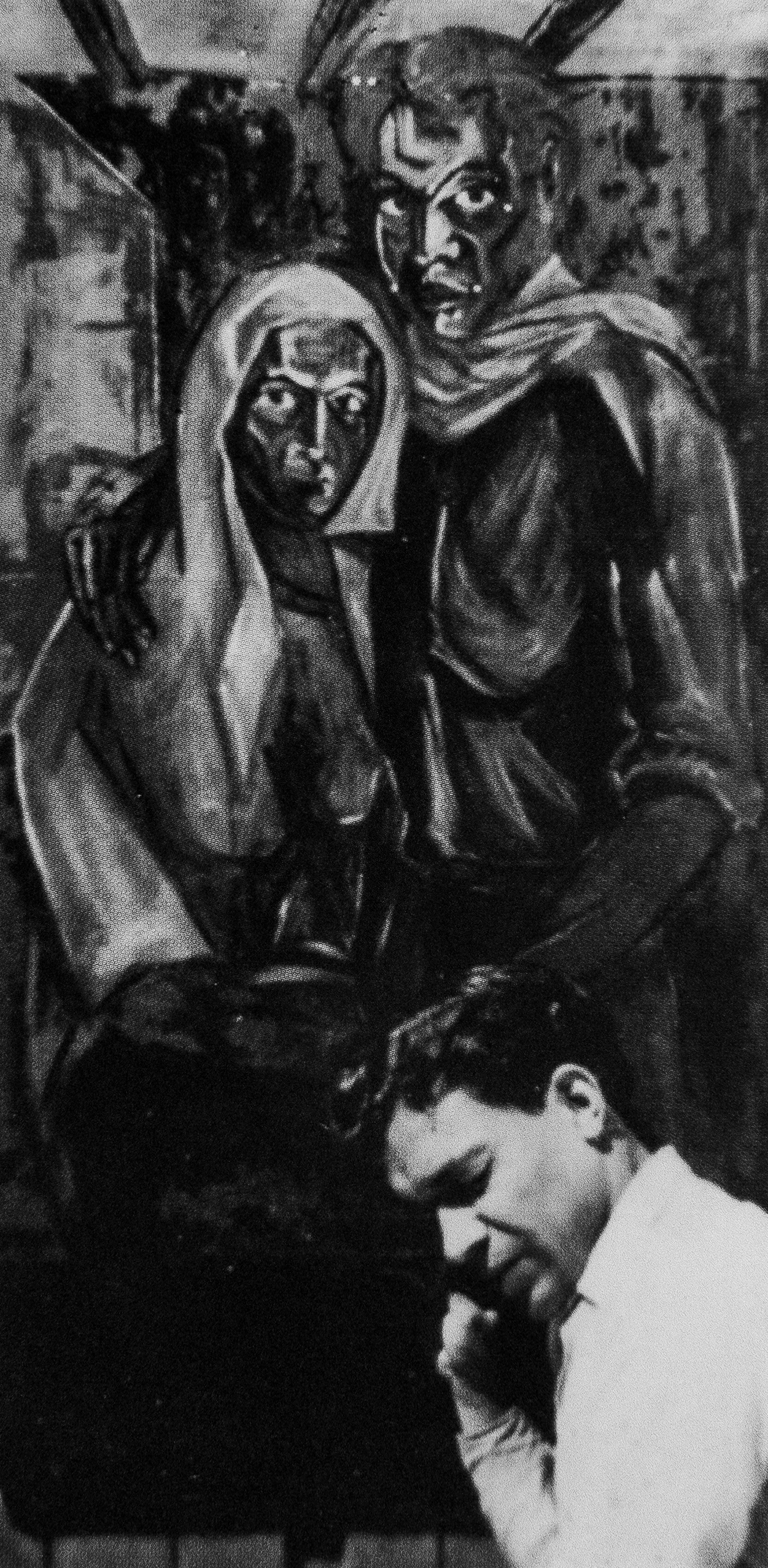
محمد خدة 1947-1948

طوال مسيرته الفنية الممتدة على مدى أكثر من أربعة عقود رسم محمد خدة العشرات من اللوحات الفنية أغلبها موجود بالمتحف الوطني للفنون الجميلة بالعاصمة، والمتحف الوطني أحمد زبانة بوهران، ولدى الاتحاد الوطني للفنون الثقافية، بالإضافة إلى ذلك استطاع الفنان محمد خدة أن يترك بصمته عبر مجموعة من الرسومات الجدارية منها منحوتته “نصب الشهداء” في مدينة المسيلة، وصمم زرابي مثل تلك التي تزين مطار الملك خالد الدولي بالسعودية.
ومن جهة أخرى، قام محمد خدة أيضا عن طريق رسومه بتزيين كتب لأشهر الكتاب مثل ديوان الوردة لجان سيناك سنة 1964، و «من أجل إغلاق نوافذ الحلم» لرشيد بوجدرة سنة 1965، و«العصفور المعدني» لالطاهر جعوط سنة 1982 وأيضا كتب للفرنسي جون ميشال وجورج برنارد.
ولمحمد خدة العديد من المقالات والكتابات النقدية والتنظيرية التي كان ينشرها في الصحف والمجلات المتخصصة أو تضمنتها كتبه التي نذكر بين أهمها: كتاب «عناصر من أجل فن جديد» أصدره بالاشتراك مع آنا غريكي سنة 1967، وكتاب «أوراق مبعثرة ومجتمعة» عن منشورات «سناد»، الجزائر سنة 1983.
أما في مجال الديكور مسرحي، عُرف خدّة بتجربته الطويلة في العمل مع المخرج عبد القادر علولة، حيث صمم ديكورات أبرز مسرحياته، كما أنه أنجز ديكور مسرحية ولد عبد الرحمان كاكي «بني كلبون» سنة 1974. وقام أيضا بتصميم ملابس وديكور مسرحية «الشهداء يعودون هذا الأسبوع» التي أخرجها زياني شريف عياد عن قصة للطاهر وطّار.

## وفاته
توفي محمد خدة في 4 ماي 1991 بالجزائر العاصمة عن عمر 61 سنة وكانت وفاته بسبب سرطان الرئة.